# Sobra
Sobra is een gemeente (commune) in de regio Koulikoro in Mali. De gemeente telt 9800 inwoners (2009).